# Magali Uytterhaegen
Magali Uytterhaegen (Zottegem, 19 maart 1954) is een Vlaamse actrice.

## Studie
Uytterhaegen studeerde aan het Hoger Instituut voor Dramatische Kunst, Studio Herman Teirlinck. In 1977 studeerde ze af aan de Studio Kleinkunst.

## Carrière
Ze speelde onder meer bij het Jeugd&Theater onder leiding van Dries Wieme en bij Theater Tentakel onder leiding van Perry Dijkstra. Ze speelde ook gastrollen bij het KJT en de KNS in Antwerpen en was actief bij de Brusselse revues in de Beursschouwburg en Ancienne Belgique. Verder speelde ze bij cabaret Transparant en vrouwencabaret Puur & Ongezoet. 
Uytterhaegen is lid van SABAM.

## Televisie
Haar bekendste rol was Ulle in de tv-serie De Paradijsvogels. Ze speelde mevrouw de burgemeester in Interflix, Myriam in Slisse & Cesar en in de VTM-versie van datzelfde programma Clara. In Verschoten & Zoon speelde ze Daisy.  
Ze had een gastrol als verpleegster in een vruchtbaarheidskliniek in F.C. De Kampioenen. 
In 2003 speelde zo ook een gastrol in Hallo België daarin vertolkt ze de Duitse Helga (seizoen 1 aflevering 12 - De Zazoeza's)
Uytterhaegen schreef scenario en dialogen voor de vtm-soap Familie, waarin ze ook de rol van Matrone speelde.

## Radio
- 't Koekoeksnest: Janine Goudblomme

## Film
In de Amerikaanse film The Curiosity of Chance (2006) speelde Uytterhaegen Vice Principal Ophelia Smelker. In Mixed Kebab van Guy Lee Thys speelde ze Olga. 